# Atomosia tibialis
Atomosia tibialis là một loài ruồi trong họ Asilidae. Atomosia tibialis được Macquart miêu tả năm 1846. Loài này phân bố ở vùng Tân nhiệt đới.